# Bundesstraße 253
Pour les articles homonymes, voir Route 253.
La Bundesstraße 253 est une Bundesstraße du Land de Hesse.

## Construction
La section entre Biedenkopf et Frankenberg est également connue sous le nom de "Sackpfeife" en raison de la distance jusqu'à la montagne voisine. De vastes travaux d'agrandissement ont lieu de 2012 à novembre 2016. La route est complètement fermée pendant neuf mois. Dans la zone située entre Biedenkopf-Ludwigshütte et Hatzfeld-Eifa, une section de 2,7 km est dotée d'une troisième voie. De plus, les virages serrés et les pentes raides sont désamorcés. Cela améliore l'accessibilité, surtout en hiver. À cette fin, trois ponts sont construits et environ 130 000 mètres cubes de sol sont déplacés. Les mesures de construction ont coûté au gouvernement fédéral 13,5 millions d'euros ; des dépenses de 9,78 millions d'euros sont prévues pour les travaux.
Hessen Mobil prévoit un contournement pour Breidenbach. La première section est déjà terminée en tant que K 107.

## Source
- (de) Cet article est partiellement ou en totalité issu de l’article de Wikipédia en allemand intitulé « Bundesstraße 253 » (voir la liste des auteurs).

1. ↑  (de) « Vier Jahre gebaut: B253 über Sackpfeife nun wieder frei », Hessische/Niedersächsische Allgemeine,‎ 11 novembre 2016 (lire en ligne)